# Martina Hauschild
Martina Hauschild (* 1961) ist eine ehemalige deutsche Volleyball- und Beachvolleyballspielerin.
Martina Hauschild spielte in den 1980er und 1990er Jahren Volleyball in der Ersten und Zweiten Bundesliga beim Hamburger SV und beim TV Fischbek. Im Beachvolleyball belegte sie an der Seite von Conny Waack bei den Deutschen Meisterschaften 1992 Platz drei und 1995 Platz fünf. Später war Martina Hauschild Mitglied der Ü50-Seniorinnen-Nationalmannschaft, mit der sie 2015 in den USA  die Ü50-Weltmeisterschaft gewann. Mit dem TV Fischbek in der Halle und mit Andrea Marunde im Sand nahm sie auch an Deutschen Seniorenmeisterschaften teil.

## Privates
Martina Hauschilds Sohn Leo ist ebenfalls Volleyball- und Beachvolleyballspieler.